# Benjamin Williams
Benjamin Jon Williams (Canberra, 14 aprile 1977) è un ex arbitro di calcio australiano.

## Carriera
In patria ha diretto oltre 140 partite nell'A-League australiana, campionato in cui è presente dalla stagione 2001-02. È stato nominato internazionale il 1º gennaio 2005.
A livello internazionale vede la sua maturazione nella confederazione asiatica, in seguito al passaggio (a partire dal 1º gennaio 2006), della Federazione calcistica dell'Australia dall'OFC all'AFC.
Ha diretto molte partite nella AFC Champions League, la massima competizione asiatica per club.
Ha fatto il suo esordio in una gara tra nazionali maggiori il 14 giugno del 2008, dirigendo un match tra Singapore e Arabia Saudita, terminato 0-2 e valido per le qualificazioni ai mondiali in Sudafrica del 2010. Successivamente, ha diretto altre tre partite valide sempre per le qualificazioni asiatiche.
Nel 2009 inizia anche a dirigere partite di qualificazione per la Coppa d'Asia.
Nel dicembre 2010 è selezionato per la coppa del mondo per club FIFA, fungendo però esclusivamente da riserva, con le funzioni di quarto uomo in alcune partite.
Nel gennaio 2011 è tra gli arbitri selezionati dall'AFC per la Coppa delle nazioni asiatiche in Qatar. Nell'occasione dirige solo una partita della fase a gironi, tra Kuwait e Cina.
Nell'aprile del 2012 la FIFA lo inserisce in una prima lista di preselezionati per i Mondiali del 2014, convocandolo per il Torneo maschile di calcio delle Olimpiadi di Londra 2012. Qui dirige due partite della fase a gironi e cioè Messico - Gabon 2:0 a Coventry e Spagna - Marocco 0 : 0 a Liverpool.
Nel novembre 2012 viene designato dall'AFC per dirigere la finale dell'AFC Champions League 2012, disputatasi a Ulsan, tra lo Ulsan Hyundai Football Club e l'Al-Ahli Sports Club.
Nel giugno del 2013 è selezionato dalla FIFA per prendere parte ai Mondiali Under 20 in Turchia. Qui dirige una partita della fase a gironi e un quarto di finale.
Nel novembre 2013 viene premiato dall'AFC come miglior arbitro dell'anno 2013.
Il 15 gennaio 2014 viene selezionato ufficialmente per i Mondiali 2014 in Brasile. Dirige due partite della fase a gironi, e successivamente un ottavo di finale, tra Costa Rica-Grecia.
Il 7 luglio 2014 termina la sua esperienza in Brasile, essendo tra gli arbitri mandati a casa a seguito del taglio effettuato dopo i quarti di finale e prima delle ultime quattro gare.
Nel dicembre del 2014 è selezionato dalla FIFA per prendere parte alla Coppa del mondo per club 2014 in Marocco Nell'occasione, dirige una delle due semifinali.

## Fonti
- Sito dell'AFC, su the-afc.com.
- Sito della FIFA, su FIFA.com.
- Sito di curiosità sugli arbitri, su worldreferee.com.
- Sito di statistiche sul calcio, su ita.worldfootball.net.